# Howard Gardner
Pour les articles homonymes, voir Gardner.
Howard Earl Gardner, né le 11 juillet 1943 à Scranton (Pennsylvanie), est un psychologue du développement américain, professeur de sciences de l’éducation à l'université Harvard, et professeur de neurosciences à l’Université de Boston. Auteur de la théorie des intelligences multiples, ses travaux se répercutent principalement dans le milieu scolaire. Howard Gardner est surtout connu pour ses livres Frames of Mind : the theory of multiple intelligences et The Mind’s New Science. 

## Biographie

### Carrière
Howard Earl Gardner, est un psychologue du développement cognitif, professeur en cognition et en éducation à Harvard Graduate School of Education de 1998 à 2019, professeur associé de psychologie à l'université Harvard depuis 1991. Il est professeur émérite depuis 2019. 
Il est le directeur de « The Good Project » et a été pendant très longtemps codirecteur de « Project Zero ». 
En 1990, il a reçu le Grawemeyer Award dans la catégorie Éducation.

## Activités de recherche
Il travaille à l'origine sur les lésions cérébrales et leurs conséquences et comme le professeur Antonio Damasio et Oliver Sacks, il demeure étonné de constater que des malades privés d'une faculté intellectuelle bien précise sont parfaitement capables d'en assumer d'autres. Il travaille sur la population qu'il nomme «les idiots savants». Souvent autistes, ces individus sont capables, par exemple, de reproduire exactement un concerto pour piano après une seule écoute. Il en conclut qu'il doit y avoir des formes différentes d'intelligence, indépendantes les unes des autres, dans la mesure où, lorsque certaines sont détruites, les autres ne sont pas affectées. (CF. Vincent Gerard connaissance de soi).
Ses travaux se répercutent principalement dans le milieu scolaire et notamment dans beaucoup d’écoles aux États-Unis, qui déploient beaucoup d'efforts en vue d’améliorer leur établissement en termes d’enseignements. Il prône l’idée qu’il est essentiel de comprendre les diverses capacités des étudiants et souligne l’importance de personnaliser les environnements éducationnels selon leurs besoins. L’école est le lieu privilégié du développement de toutes les formes d’intelligences.
Il a mené des recherches sur les capacités cognitives des individus et publie en 1983 son premier ouvrage sur les intelligences multiples, Frames of Mind. À travers son travail de recherche, il étudie de nombreux domaines tels que : «l’anthropologie», «la psychologie cognitive», les «approches psychométriques», les «approches physiologiques», les «approches neurologiques» et le cerveau.

### Intérêts globaux
Gardner s’est beaucoup intéressé à la Symbol Systems Approach qui est un groupe de chercheurs[à vérifier] dont il fait partie, qui s’intéressent aux systèmes symboliques humains, mais aussi à la neurobiologie (qui se focalise sur les phénomènes intellectuels), et à la psychologie (à la fois cognitive et développementale)[réf. souhaitée].
Howard s’inscrit dans le courant de pensée de la psychologie culturelle. Il porte un intérêt particulier pour les sciences cognitives qui  représentent une approche interdisciplinaire étant donné qu’elles rassemblent à la fois la philosophie, la psychologie, l’anthropologie, les neurosciences, etc.

### Intérêts au cours des études et de projets
Après son doctorat en psychologie développementale, il a travaillé dans un hôpital avec des patients atteints de lésions cérébrales. Grâce à ce travail, il a commencé à réaliser la présence de patients qui ne pouvaient pas parler mais qui savaient jouer correctement de la musique. Il a donc pu réfléchir au fait que l’intelligence n’est pas unique via ses expériences.
Gardner rejoint un groupe informel de chercheurs, (John Dewey, William James, Nelson Goodman, Jerome Bruner, Anne Brown, Joseph Campione, David Perkins), qui s'intéressent au domaine de l'éducation et de la psychologie culturelle, mais il est possible de trouver des similitudes. Avec Brown et Campione, Howard s’est plutôt concentré sur la cognition spécifique à chaque domaine. Il affirme que la psychologie a joué un rôle dans la construction de la science cognitive. 
Par ailleurs, il s’est également intéressé au sujet en tant que forme de pensée, comme Bruner. Brown, Campione, Gardner et Perkins ont commencé à se préoccuper de ce qu’il se passe à l’intérieur des écoles : c’est à ce moment qu’ils élaborent une réelle réflexion et se passionnent pour la pédagogie. Ils tentent alors de percevoir « la nature des défis auxquels l’école américaine doit aujourd’hui faire face ». 
En travaillant à « Project Zero », il a commencé à faire des recherches sur le développement artistique des enfants, et il s’est concentré sur la pensée artistique. Dans son livre Gribouillages et dessins d’enfants, il parle de processus de microgenèse (« plus l’enfant se concentre sur une activité sur la durée, plus il développe ses capacités, minute après minute »), du mouvement intuitif de va-et-vient (« l’enfant cherche des formes géométriques, l’enfant essaie d’écrire : il essaie de s’y prendre à travers le dessin ») et du mouvement graphique contrasté qui entraîne des qualités distinctes (« faire des points est une activité brusque/martelage, comme donner des coups de poing dans un sac de sable, etc. »).
Il met en place un projet s’intitulant « Project Spectrum » dont l’objectif est de faire un diagnostic à propos de la cognition humaine. Pour ce faire, il dispose des jeux spécialement conçus pour rendre observables certains modes de cognition à de jeunes enfants dans leur environnement durant un temps indéterminé. Il réclame une science cognitive intégrative.

## Publications

### En anglais
- Five Minds for the Future. Boston: Harvard Business School Press.2007.
- The development and education of the mind: The collected works of Howard Gardner. London: Routledge, 2006.
- Multiple Intelligences: New Horizons. New York: Basic Books, 2006.
- Frames of Mind: The Theory of Multiple Intelligences. New York: Basic Books 2004.
- Changing Minds: The Art and Science of Changing our Own and Other People's Minds. Boston: Harvard Business School Press. 2004.
- The Unschooled Mind. New York: Basic Books, 2004.
- Good Work: When Excellence and Ethics Meet, New York: Basic Books, 2001.
- The Disciplined Mind, New York: Penguin 2000.
- Intelligence Reframed. New York: Basic Books, 1999.
- Multiple Intelligences: The Theory in Practice. New York: Basic Books 1993

### En français
- Les intelligences multiples : la théorie qui bouleverse nos idées reçues  (trad. de l'anglais), Paris, Retz, 2008, 188 p. (ISBN 978-2-7256-2787-8)
- Les Formes de l'intelligence  (trad. de l'anglais), Paris, Odile Jacob, 2010, 476 p. (ISBN 978-2-7381-2412-8)
- Les cinq formes d'intelligence : Pour affronter l'avenir  (trad. de l'anglais), Paris, Odile Jacob, 2009, 206 p. (ISBN 978-2-7381-2179-0, lire en ligne)
- L'intelligence et l'école : la pensée de l'enfant et les visées de l'enseignement  (trad. de l'anglais), Paris, Retz, 2012, 351 p. (ISBN 978-2-7256-3150-9)
- Nouvelles formes de la vérité, de la beauté et de la bonté : Pour les transmettre au XXIe siècle, Paris, Odile Jacob, 2013, 280 p. (ISBN 978-2-7381-2800-3)
- Les Personnalités exceptionnelles, Odile Jacob, 1999.
- Gribouillages et dessins d'enfants, Pierre Mardaga, 1997.
- « La bêtise et les trois facettes de l'intelligence », Le Philosophoire, no 42,‎ février 2014, p. 18-25 (lire en ligne, consulté le 24 avril 2021).

### Ouvrages collectifs
- Young People, Ethics, and the New Digital Media: A synthesis from the GoodPlay Project, Cambridge, MIT Press, 2009.
- Making good: How young people cope with moral dilemmas at work, Cambridge, Harvard University Press, 2004.

### Conférences
- Pedagogy of the oppressed: Noam Chomsky, Howard Gardner, et Bruno della Chiesa au Askwith Forum.
- Howard Gardner: Five Minds for the Future / Ross Institute Summer Academy 2007.